# 劉翰 (醫學家)
劉翰（919年—990年），宋初滄州臨津（今河北滄縣）人。
初任護國軍節度巡官，後周顯德二年（955年），進獻《經用方書》30卷、《論候》10卷、《今古治世集》20卷，周世宗嘉之，命為翰林醫官。建隆初年（960年），加升朝散大夫。開寶六年（973年），時任尚藥奉御，與馬志、翟煦、张素、陈昭遇、李昉、王祐、扈蒙等完成《開寶本草》20卷。
太平興國四年（979年），任翰林醫官使，加檢校戶部郎中，雍熙二年（987年），因誤診滑州劉遇之病，貶為和州團練副使。端拱初年（988年）起用為尚藥奉審禦。淳化元年（990年）再任翰林醫官使，同年去世。